# Hügelgrab Kummerhy
Das Hügelgrab Kummerhy liegt am Ortsausgang von Süderbrarup in Richtung Norderbrarup direkt an den Gleisen der Museumsbahn nahe dem Thorsberger Moor in Schleswig-Holstein. 
Der Kummerhy ist ein 1861 ausgegrabener Grabhügel aus der späten Bronzezeit (etwa 650–500 v. Chr.). In seinem Zentrum fand man eine kleine Steinkiste, die Leichenbrand enthielt.
Ein weiterer Toter wurde, vermutlich während der Wikingerzeit (9./10. Jahrhundert n. Chr.), innerhalb einer Steinpackung unverbrannt bestattet. Zu dieser Zeit wurde der äußere Randsteinkreis angelegt und ein Hügel von etwa 15 m Durchmesser aufgeschüttet. 
Außerhalb des Steinkreises steht ein etwa zwei Meter hoher Menhir mit mehr als 45 Schälchen.